# Monterrey Grand Prix 1976
Il Monterrey Grand Prix 1976 è stato un torneo di tennis giocato sul sintetico indoor. È stata la 1ª edizione del torneo che fa parte del World Championship Tennis 1976. Si è giocato a Monterrey in Messico dal 5 all'11 gennaio 1976.

## Campioni

### Singolare maschile
Eddie Dibbs ha battuto in finale  Harold Solomon con il punteggio di 7–6 6–2

### Doppio maschile
Brian Gottfried /  Raúl Ramírez hanno battuto in finale  Ross Case /  Geoff Masters con il punteggio di 6–2, 4–6, 6–3